# هنري فيليكس كايزر
هنري فيليكس كايزر (بالإنجليزية: Henry Felix Kaiser)‏ هو عالم نفس أمريكي، ولد في 7 يونيو 1927 في موريستاون في الولايات المتحدة، وتوفي في 14 يناير 1992 في بيركيلي في الولايات المتحدة.